# 政府資料開放平臺
政府資料開放平臺，是中華民國政府根據《政府資訊公開法》規定，採開放資料的精神，所建立的一個跨部門計畫。
該計畫目前採取了CSV、XML、JSON、OLAP、TXT等格式提供資料集，任何人（包括企業）在其使用規範內，可以利用該平臺所提供的開放資料自由運用（包括重製、改作、公開傳輸、產生衍生物等）。
台灣在2015年、2016及2017年蟬聯開放知識基金會「全球開放資料指標」（Global Open Data Index）第一名。2018年7月，在國家發展委員會協助下，台北市、新北市、桃園市、台中市、台南市及高雄市等6個直轄市簽署資料開放憲章（Open Data Charter，ODC），成為亞洲率先簽署ODC的城市。

## 沿革
根據2012年11月8日第3322次行政院會議決議，行政院開始推動資料開放平臺計畫。
2013年4月29日，第一代測試版網站正式上線，測試期為半年，此時期的開放資料，以不牴觸中華民國著作權法與個人資料保護法的內容為主，並優先提供民生需求資訊。
2015年7月，頒布與「創用CC授權 姓名標示 4.0 國際版本」相容的政府資料開放授權條款。

## 資料授權許可範圍[4]
根據其使用規範，任何人得利用該計畫所提供的資料自由使用，並不需經過提供單位的事前授權，除非原提供機關另有註明；若原提供單位註明收費標準者，則使用者必須付費。

### 不授權範圍
- 商標權與專利權。
- 政府依法不向民眾公開的資料，如国家机密。
- 可能侵害中華民國國民隱私權的資料，如身分證字號、戶籍地址、電話號碼等。但司法機關基於偵辦案件上需要，可以提出申請。

## 已建構專屬資料開放平臺的單位
- 農委會
- 文化部 （页面存档备份，存于）
- 環保署 （页面存档备份，存于）
- 臺北市政府
- 新北市政府 （页面存档备份，存于）
- 桃園市政府 （页面存档备份，存于）
- 臺中市政府
- 嘉義市政府
- 宜蘭縣政府 （页面存档备份，存于）
- 臺南市政府 （页面存档备份，存于）
- 高雄市政府 （页面存档备份，存于）
- 屏東縣政府 （页面存档备份，存于）
- 國立故宮博物院 （页面存档备份，存于）
- 臺南市政府教育局 （页面存档备份，存于）

## 標誌變遷

政府資料開放平臺的標頭
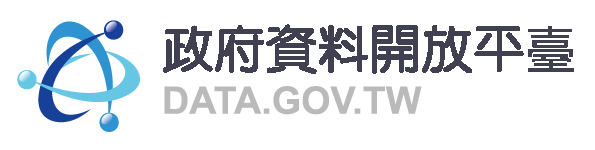

## 外部連結
- 政府資料開放平臺 （页面存档备份，存于）（繁體中文）
- YouTube上的20130301_宜蘭縣政府-開放資料平台
- 直接線上閱讀臺灣的政府開放資料細節 （页面存档备份，存于）